# 维德尔米明
维德尔米明是奥地利蒂罗尔州因斯布鲁克兰县的一个市镇。总面积31.24平方公里，总人口864人，人口密度27.7人/平方公里（2011年）。